# 杨渡街道
杨渡街道是中华人民共和国四川省遂宁市船山区下辖的一个街道办事处。2019年9月设立杨渡街道，将永兴镇二教寺村、苟桥村、姜家巷村、马田村、任家渡村、水寨门村、歇马庙村、洋渡村、中脊村、钟灵寺村所属行政区域划归杨渡街道管辖。

## 行政区划
杨渡街道下辖以下村级行政区划单位：
任家渡社区、歇马庙社区、二教寺社区、洋渡社区、姜家巷社区、马田社区、苟桥社区、水寨门社区、中脊社区、钟灵寺社区。